# Katja Werthmann

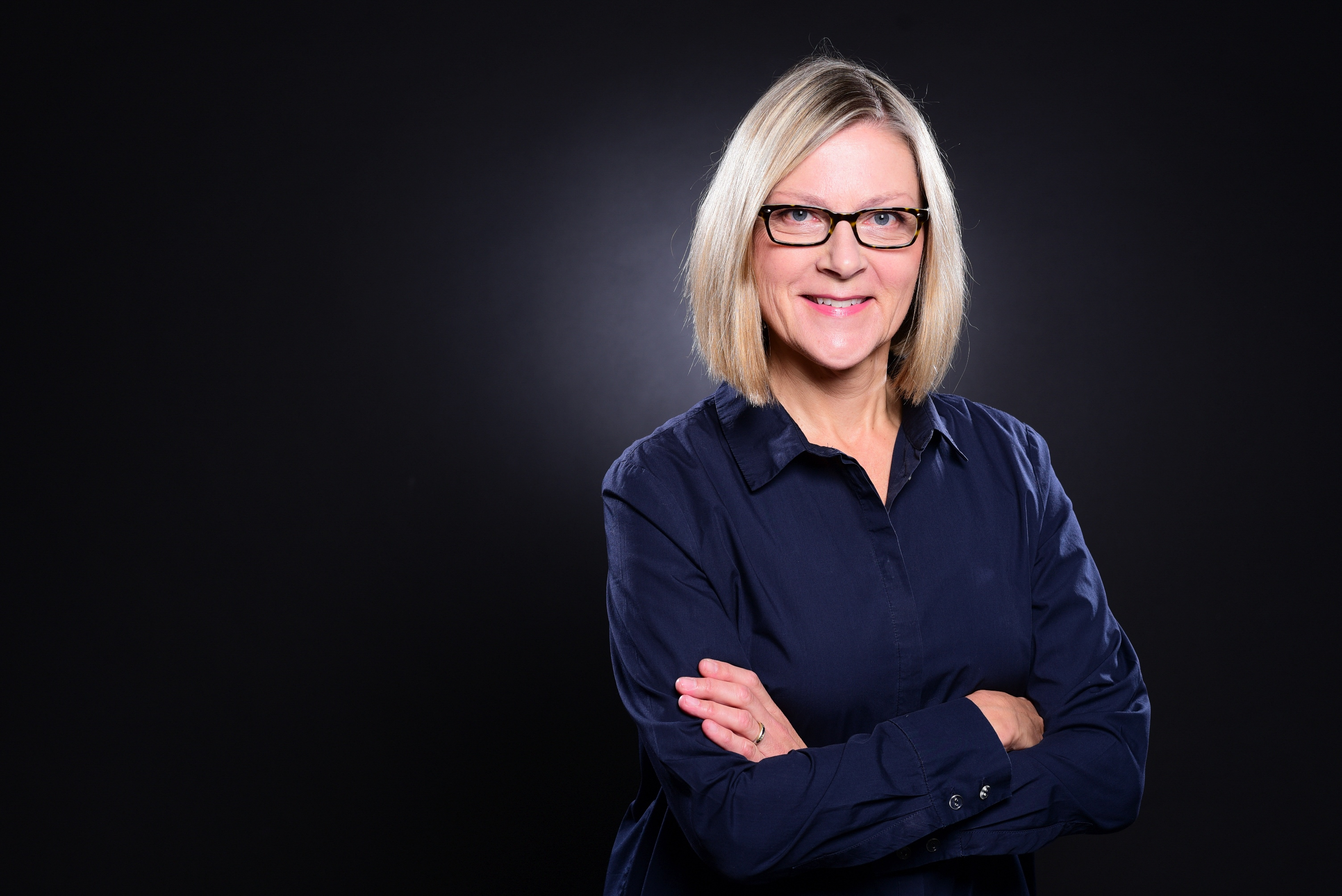
Katja Werthmann, 2019

Katja Werthmann-Kirscht (geb. Werthmann; * 11. Mai 1964 in Freiburg im Breisgau) ist eine deutsche Ethnologin und Afrikawissenschaftlerin mit Regionalschwerpunkt Westafrika. Sie ist Professorin für Gesellschaft, Politik und Wirtschaft Afrikas an der Universität Leipzig.
Werthmann forscht im anglophonen und frankophonen Afrika (Burkina Faso, Kamerun, Nigeria) zum Umgang mit materiellen und symbolischen Ressourcen im Kontext räumlicher und sozialer Mobilität im gegenwärtigen Afrika. Sie hat Beiträge geleistet zur Politik-, Wirtschafts-, Religions- und Stadtethnologie.

## Beruflicher Werdegang
Katja Werthmann nahm nach ihrem Abitur 1983 das Studium der Germanistik und Kunstgeschichte an der Universität Marburg (1983–1984) auf und wechselte anschließend an die Johann Wolfgang Goethe-Universität Frankfurt am Main, wo sie Kulturanthropologie und Europäische Ethnologie, mit den Nebenfächern Historische Ethnologie und Afrikanische Sprachwissenschaften, studierte. Bereits von 1988 bis 1990 bereitete sie sich durch Swahili- und Hausa-Sprachkurse in Kenia und Nigeria (gefördert durch den DAAD) auf ihre Feldforschung vor. Das Studium schloss sie 1990 mit dem Magister artium (M.A.) ab. Ein Graduiertenstipendium des DAAD ermöglichte ihr sodann eine sechzehnmonatige Feldforschung in Nigeria, welche die Grundlage für ihre Dissertation über das Alltagsleben muslimischer Frauen in einem Viertel der Stadt Kano bildete. Ein Promotionsstipendium des Evangelischen Studienwerks, Villigst e. V. resultierte 1996 in ihrer Promotion am Institut für Ethnologie der Freien Universität Berlin.
Von Januar 1997 bis Dezember 2001 war sie wissenschaftliche Mitarbeiterin am Institut für Historische Ethnologie an der Universität Frankfurt. 2002 wechselte sie als wissenschaftliche Assistentin (bis 2009) an das Institut für Ethnologie und Afrikastudien der Johannes Gutenberg-Universität Mainz, wo sie 2004 habilitierte und die Venia Legendi für Ethnologie erhielt. Von 2009 bis Ende 2011 lehrte sie als Akademische Rätin in Mainz. Werthmann übernahm Vertretungsprofessuren an den Universitäten Mainz (2003/04) und Halle (2010) und hatte von 2010 bis 2011 eine Gastprofessur am Ethnologischen Seminar der Universität Zürich. Als Senior Lecturer lehrte sie von Januar bis Juli 2012 an der Abteilung für Kulturanthropologie und Ethnologie der Universität Uppsala in Schweden.
Seit September 2012 ist sie Universitätsprofessorin für Gesellschaft, Politik und Wirtschaft Afrikas am Institut für Afrikastudien der Universität Leipzig.
Katja Werthmann war von 2000 bis 2007 Koordinatorin der Arbeitsgemeinschaft Afrika in der Deutschen Gesellschaft für Völkerkunde. Von 2004 bis war sie 2015 Mitglied der Redaktion des Africa Spectrums. Seit 2015 ist sie Redaktionsmitglied der Fachzeitschrift Sociologus und der Buchreihe African Social Studies beim Verlag Brill. Sie ist seit 2004 aktiv im Vorstand und Hauptausschuss der Vereinigung für Afrikawissenschaften in Deutschland e.V. und war Hauptorganisatorin der VAD-Tagung „African Connections“ in Leipzig 2018.

## Forschungsschwerpunkte
Katja Werthmann versteht Afrikastudien als Regionalwissenschaft auf sozialwissenschaftlicher Basis. Sie untersucht soziale, politische und wirtschaftliche Phänomene vor dem Hintergrund historischer und aktueller globaler Prozesse. Seit 2002 führte sie Forschungsprojekte über Goldbergbau, Stadtleben und Bürgerwehren durch.
Als wissenschaftliche Mitarbeiterin in Frankfurt wirkte Werthmann von 1997 bis 2001 am Sonderforschungsbereich (SFB) 268 „Kulturentwicklung und Sprachgeschichte im Naturraum Westafrikanische Savanne“ mit. In diesem Rahmen forschte sie 12 Monate lang über Bodenrecht, Siedlungsgeschichte und handwerklichen Goldbergbau im Südwesten Burkina Fasos. Thema ihrer Habilitationsschrift waren wirtschaftliche, soziale und kulturelle Aspekte des Goldbergbaus in Burkina Faso.
Die Auswirkungen deutscher Entwicklungszusammenarbeit untersuchte sie an den Beispielen von Kleinbauern und -bäuerinnen in einem Entwicklungsprojekt in Burkina Faso und kommunaler Selbstverwaltung in Kamerun.
Weitere Forschungsschwerpunkte waren Diskurse über Bodenrecht und „Autochthonie“ sowie über die sozialen Beziehungen zwischen einheimischen und zugewanderten Projektbauern. Außerdem forschte sie im SFB-Nachfolgeprojekt A9 „Landnahme. Raumaneignung und lokale Identität im Südwesten Burkina Fasos“ mit einem Fokus auf die Auswirkungen massiver Immigration infolge der Zunahme nicht-industriellen Goldbergbaus.

## Publikationen (Auswahl)

### Monografien
- (2022) City Life in Africa. Anthropological Insights. New York, NY: Routledge
- (2009) Bitteres Gold. Bergbau, Land und Geld in Westafrika. Köln: Köppe
- (1997) Nachbarinnen. Das Alltagsleben muslimischer Frauen in einer nigerianischen Großstadt. Frankfurt/Main: Brandes & Apsel

### Edierte Werke
- 2013 (mit Mamadou Lamine Sanogo): La ville de Bobo-Dioulasso au Burkina Faso. Urbanité et appartenances en Afrique de l’ouest. Paris: Karthala
- 2008 (mit Gerald Schmitt): „Staatliche Herrschaft und kommunale Selbstverwaltung. Dezentralisierung in Kamerun“. Frankfurt: Brandes & Apsel

### Aufsätze in Journals und Sammelbänden
- (2017): The drawbacks of privatization: Artisanal gold mining in Burkina Faso 1986–2016, Resources Policy, vol. 52, pp. 418–426
- 2016: „Die tanzende Sonne: Frauenlieder in Westafrika“. In: Geert Castryck, Silke Strickrodt & Katja Werthmann (Hg.), Sources and Methods for African History and Culture. Essays in Honour of Adam Jones. Leipzig: Leipziger Universitätsverlag, 393-409.
- 2014: „Sind Städte in Afrika ‚unkennbar‘? Ethnologische Stadtforschung in Afrika“. Zeitschrift für Ethnologie 139, 2, 159-178.
- 2014: „Local Religion or Cult-Shopping? A Sacrificial Site in Burkina Faso“. Anthropos 109, 399-409.
- 2011: „Die Dyula in Burkina Faso: von vorkolonialer Elite zu ethnopolitischem Verein“. In: Nikolaus Schareika, Eva Spies & Pierre-Yves Le Meur (Hrsg.): Auf dem Boden der Tatsachen. Festschrift für Thomas Bierschenk. Köln: Köppe, 289-309.
- 2009: „Working in a Boom-Town: Female Perspectives on Gold-Mining in Burkina Faso“. Resources Policy 34, 18-23.
- (2009): Working in a boom-town: Female perspectives on gold-mining in Burkina Faso. Resources Policy 34 (1–2), pp. 18-23 March–June
- 2008: „Islam on Both Sides: Religion and Locality in Western Burkina Faso“. In: Samuli Schielke & Georg Stauth (Hrsg.): Dimensions of Locality: The Making and Remaking of Islamic Saints and their Places. Bielefeld: transcript, 125-148.
- 2008: „‘Frivolous Squandering’. Consumption and Redistribution in Mining Camps“. In: Jon Abbink & André van Dokkum (Hrsg.): Dilemmas of Development. Conflicts of Interest and their Resolutions in Modernizing Africa. Leiden: African Studies Centre, 60-76.
- 2007: „Islam in Afrika. Ein Überblick“. In: Thomas Bierschenk & Marion Fischer (Hrsg.): Islam und Entwicklung in Afrika. Köln: Köppe, 37-50.
- 2006: „Gold Diggers, Earth Priests, and District Heads: Land Rights and Gold Mining in South-Western Burkina Faso“. In: Richard Kuba & Carola Lentz (Hrsg.): Landrights and the Politics of Belonging in West Africa. Leiden: Brill, 119-136.
- 2005: „Wer sind die Dyula? Ethnizität und Bürgerkrieg in der Côte d’Ivoire“. Afrika Spectrum 40, 2, 221-240.
- 2004 (mit Richard Kuba, Andrea Reikat, Andrea Wenzek): „Erdherren und Einwanderer: Bodenrecht in Burkina Faso“. In: Klaus Dieter Albert, Doris Löhr & Katharina Neumann (Hrsg.): Mensch und Natur in Westafrika. Ergebnisse aus dem Sonderforschungsbereich 268 „Kulturentwicklung und Sprach-geschichte im Naturraum Westafrikanische Savanne“. Weinheim: Wiley-VCH, 373-399.
- 2003: „’Ils sont venus comme une nuée de sauterelles’: chercheurs d’or dans un village au sud-ouest du Burkina Faso“. In: Richard Kuba, Carola Lentz & Claude Nurukyor Somda (Hrsg.): Histoire du peuplement et relations interethniques au Burkina Faso. Paris: Karthala, 97-110.
- 2003: „The President of the Gold Diggers: Sources of Power in a Gold Mine in Burkina Faso“. Ethnos 68(1): 95-111.
- (2003): Cowries, Gold and 'Bitter Money' Gold-Mining and Notions of Ill-Gotten Wealth in Burkina Faso.Paideuma: Mitteilungen zur Kulturkunde, vol. 49, pp. 105–124
- 2002: „Matan Bariki, ‘Women of the Barracks’. Muslim Hausa Women in an Urban Neighbourhood in Northern Nigeria“. Africa 72(1): 112-130.
- 2001 (mit Modeste Somé & Andrea Wilhelmi): „‘Il y a l’entente comme il y a la mésentente’. Vingt ans de cohabitation entre Dagara et Mossi dans les anciens villages A.V.V.“. In: Richard Kuba, Carola Lentz & Katja Werthmann (Hrsg.): Les Dagara et leurs voisins. Histoire de peuplement et relations interethniques au sud-ouest du Burkina Faso. Frankfurt/Main: Berichte des Sonderforschungsbereichs 268, Bd. 15, 159-178.
- (2000): Gold rush in West Africa. The appropriation of 'natural' resources: non-industrial gold mining in Burkina Faso. Sociologus 50:1, 90–104
- (1995): Die Frauen der Barracks. Identitätsmanagement in einer nordnigerianischen Großstadt. Sociologus 45(2), 169–180 (1995)

## Dokumentarfilm
- 2002 (mit Holger Kirscht): „Sanmatenga. Goldgräber in Burkina Faso“. BF/D, 45 min. IWF Wissen und Medien, Göttingen